# Seiyun
Seiyun (arabo:|سيئون), è una città nella regione di Hadhramaut nello Yemen. È stata la capitale del Sultanato di Kathiri.